# Paradisier grondeur
Ptiloris intercedens
Espèce
Statut de conservation UICN

LC : Préoccupation mineure
Le Paradisier grondeur (Ptiloris intercedens) est une espèce d'oiseaux de la famille des Paradisaeidae. Il est endémique du centre et de l'est de la Papouasie-Nouvelle-Guinée. L'espèce est parfois considérée comme une sous-espèce du Paradisier gorge-d'acier, dont elle se distingue par le chant caractéristique des mâles.